# Estación de Caldearenas-Aquilué
Caldearenas-Aquilué es un apeadero ferroviario con parada facultativa situado en el municipio español de Caldearenas en la provincia de Huesca, comunidad autónoma de Aragón. Dispone de servicios de Media Distancia operados por Renfe.

## Situación ferroviaria
La estación se encuentra en el punto kilométrico 156,051 de la línea de ferrocarril que une Zaragoza con la frontera francesa por Canfranc a 647 metros de altitud y está situada entre las estaciones de Anzánigo y Orna de Gállego, al este del núcleo urbano de Caldearenas, a escasos metros del mismo.
El tramo es de via única y está sin electrificar.

## La estación
El apeadero está adaptado para personas con discapacidad. Se halla en el casco urbano de Caldearenas (24 habitantes) y a 2,5 km de Aquilué (20 habitantes) por carretera asfaltada.
El tendido ferroviario se renovó entre esta estación y Jaca en 2007, aunque sin rectificar el trazado, por lo que la mayoría del trazado discurre a 75 kmh, salvo un pequeño tramo de 90 kmh.

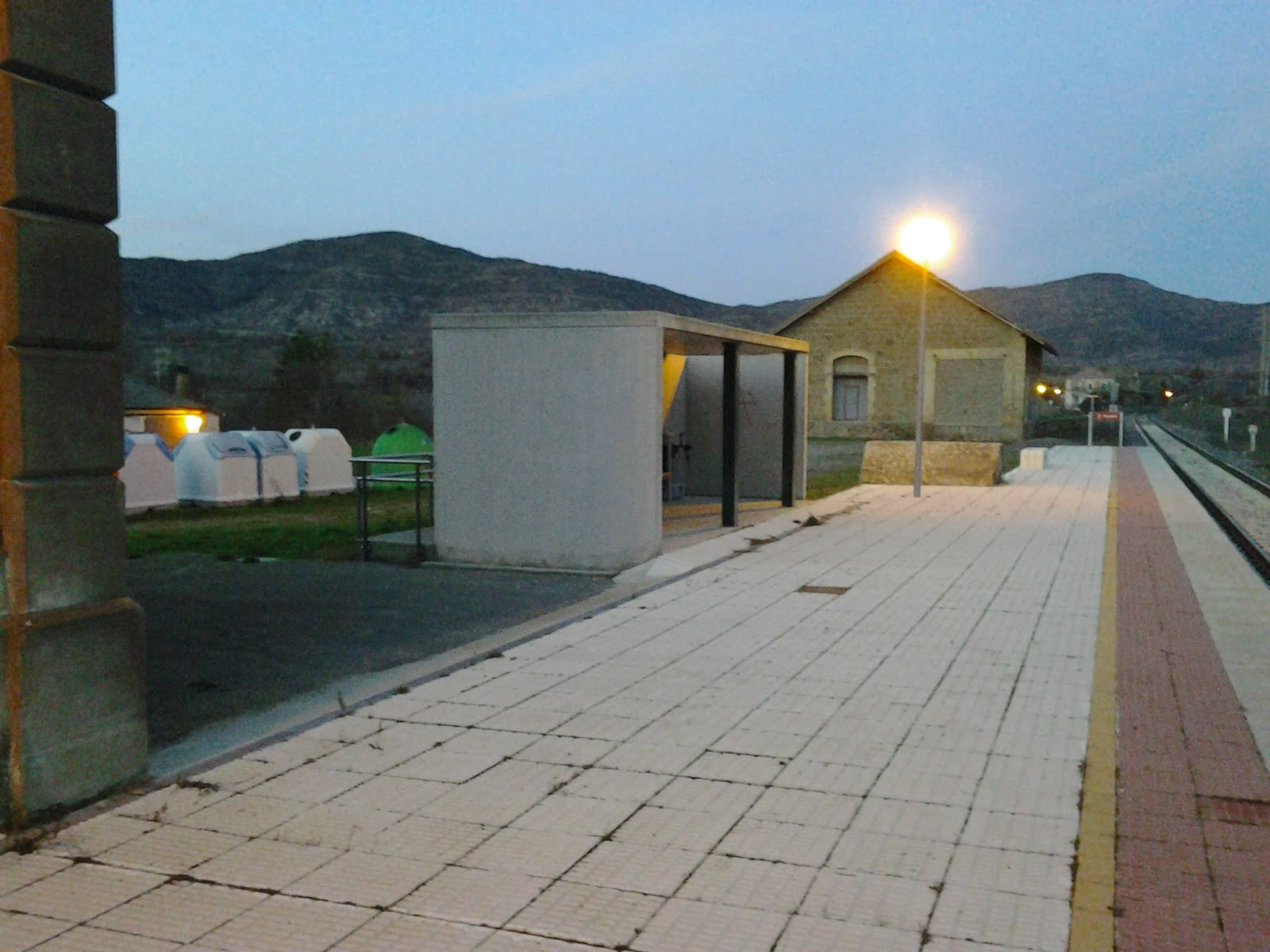
La marquesina fue instalada durante las obras realizadas en la estación.

El 29 de septiembre de 2008, Adif anunció obras de rehabilitación del edificio de viajeros mediante reparaciones de carpintería, la retirada de elementos en mal estado y el cerramiento de accesos, con el objetivo de mejorar su imagen. En el andén se construyó una marquesina-refugio dotada de mobiliario y señalización.
No obstante, en lo que debiera ser el aparcamiento de la estación, entre el almacén y el edificio de viajeros, se apilan aún tramos de via antigua, por lo que se halla impracticable y dificulta el acceso.
El horario de la estación es diario de 08:45h a 19:15h.

## Historia
La estación fue inaugurada el 1 de junio de 1893 con la puesta en marcha del tramo Huesca-Jaca de la línea que pretendía unir Zaragoza con la frontera francesa por Canfranc. Aunque dicho tramo fue abierto y explotado desde un primer momento por Norte la concesión inicial había recaído en la Sociedad Anónima Aragonesa la cual cedió la misma a Norte. En 1941, la nacionalización del ferrocarril en España supuso la desaparición de las compañías existentes y su integración en la recién creada RENFE. 
Desde el 31 de diciembre de 2004 Renfe Operadora explota el tráfico ferroviario mientras que Adif es la titular de las instalaciones. 
En 2013, Renfe Operadora cesó en el tráfico de viajeros, quedando sin paradas la estación, hasta su reapertura el 7 de abril de 2019, aunque como apeadero con parada facultativa.
El 7 de febrero de 2022, Adif anunció la licitación del contrato para la renovación de la vía.

## Servicios ferroviarios

### Media Distancia
Los trenes de Media Distancia operados por Renfe tienen como destinos finales Zaragoza y Canfranc. La frecuencia es de dos trenes por sentido.
| Línea MD | Trenes   | Origen/Destino    |  | Destino/Origen |
| -------- | -------- | ----------------- |  | -------------- |
| 56       | Regional | Zaragoza-Delicias |  | Canfranc       |